# Bo Stenström
Bo Rafael Stenström, född den 10 december 1945 i Snappertuna, död den 13 juli 1995 i Helsingfors, var en finländsk redaktör.
Stenström avlade kandidatexamen i humanistiska vetenskaper 1969. Han var rektor för folkhögskolan i Pargas 1971–1972. Största delen av sitt livsverk som redaktör utförde Stenström på Åbo Underrättelser. Han började som redaktör 1972, blev redaktionssekreterare 1975 och var chefredaktör från 1978 till 1987, då han blev biträdande chefredaktör på Hufvudstadsbladet. I november 1991 valdes Stenström att bli ansvarig chefredaktör på Hufvudstadsbladet efter Håkan Hellberg, som skulle gå i pension, och han verkade som chefredaktör från mars 1992 till sin död tre år senare.
Stenström deltog i skrivandet av många böcker, bland annat Jan-Magnus Janssons biografi Jan-Magnus Jansson – ett multiporträtt (1989) och Att välja väg. Finlands roll i Europa (1991). År 1979 publicerades kåserisamlingen Treskalldigt, där man samlat skriverier av honom, Ralf Norrman och Olle Spring. Stenström använde som kåsör pseudonymen Sofflockes.
Stenström belönades för sitt arbete som redaktör bland annat med Svenska kulturfondens kulturpris 1981 och Statens pris för informationsspridning 1984.
Bo Stenström dog i en sjukdomsattack i juli 1995, som 49-årig.